# Konstantin Łoktiew
Konstantin Borisowicz Łoktiew (ros. Константин Борисович Локтев; ur. 16 czerwca 1933 w Moskwie, zm. 4 listopada 1996 tamże) – radziecki hokeista, reprezentant ZSRR, dwukrotny olimpijczyk, trener hokejowy.

## Kariera zawodnicza
- Spartak Moskwa (1952-1953)
- Iżoriec Leningrad (1953-1954)
- CSKA Moskwa (1954-1967)

Wychowanek Spartaka Moskwa. W późniejszym czasie wieloletni zawodnik CSKA Moskwa. Wraz z nim w ataku występowali Wieniamin Aleksandrow i Aleksandr Almietow.
Uczestniczył w turniejach mistrzostw świata w 1957, 1958, 1959, 1961, 1965, 1966 oraz zimowych igrzysk olimpijskich 1960, 1964.

## Kariera trenerska i inna
- CSKA Moskwa (1967-1969), trener
- Departament Ministerstwa Obrony ZSRR (1969-1970)
- CSKA Moskwa (1970-1974), trener
- CSKA Moskwa (1974-1977), starszy trener
- Reprezentacja ZSRR (1976-1977)
- Partizan Belgrad (1977-1978), trener i konsultant
- Legia Warszawa (1978-1980)
- CSKA Sofia (1981-1982)
- SKA Nowosybirsk (1982-1983)

Po zakończeniu kariery został trenerem. Pracował także w Polsce i przez dwa lata był szkoleniowcem również wojskowego klubu, Legii Warszawa (przed nim trenerem w tym klubie był inny były zawodnik CSKA, Anatolij Firsow).
W późniejszych latach pracował jako inżynier w obronie cywilnej, bezpieczeństwa dla Instytutu Techniki Druku, audytor na budowie i wiceprezes spółki. Od 1993 wiceprezes Rosyjskiej Federacji Hokejowej.
Został pochowany na Cmentarzu Przemienienia Pańskiego w Moskwie.

## Osiągnięcia
Reprezentacyjne
- Srebrny medal mistrzostw świata: 1957, 1958, 1959
- Brązowy medal zimowych igrzysk olimpijskich: 1960
- Brązowy medal mistrzostw świata: 1961, 1962
- Złoty medal igrzysk olimpijskich:  1964
- Złoty medal mistrzostw świata: 1964, 1965, 1966

Klubowe
- Złoty medal mistrzostw ZSRR: 1955, 1956, 1958, 1959, 1960, 1961, 1963, 1964, 1965, 1966 z CSKA Moskwa
- Srebrny medal mistrzostw ZSRR: 1957, 1967 z CSKA Moskwa
- Brązowy medal mistrzostw ZSRR: 1962 z CSKA Moskwa
- Puchar ZSRR: 1955, 1956, 1961, 1966 z CSKA Moskwa

Indywidualne
- Mistrzostwa Świata w Hokeju na Lodzie 1957:
  - Pierwsze miejsce w klasyfikacji strzelców turnieju: 11 goli
- Mistrzostwa Świata w Hokeju na Lodzie 1965:
  - Skład gwiazd turnieju
- Mistrzostwa Świata w Hokeju na Lodzie 1966:
  - Najlepszy napastnik turnieju
  - Skład gwiazd turnieju[3]

Szkoleniowe
- Złoty medal mistrzostw ZSRR: 1971, 1972, 1973, 1975, 1977 z CSKA Moskwa
- Srebrny medal mistrzostw ZSRR: 1974, 1976 z CSKA Moskwa
- Puchar ZSRR: 1969, 1973, 1977 z CSKA Moskwa
- Finał Pucharu ZSRR: 1976 z CSKA Moskwa
- Puchar Europy: 1969, 1970, 1971, 1972, 1973, 1974, 1976 z CSKA Moskwa

## Wyróżnienia i odznaczenia
Wyróżnienia sportowe
- Zasłużony Mistrz Sportu ZSRR w hokeju na lodzie: 1964
- Zasłużony Trener ZSRR: 1976
- Galeria Sławy IIHF: 2007
- Rosyjska Galeria Hokejowej Sławy: 2014

Odznaczenia państwowe
- Order „Znak Honoru”: 1965
- Medal „Za pracowniczą dzielność”: 1975